# Protéine nef
Pour les articles homonymes, voir Nef (homonymie).

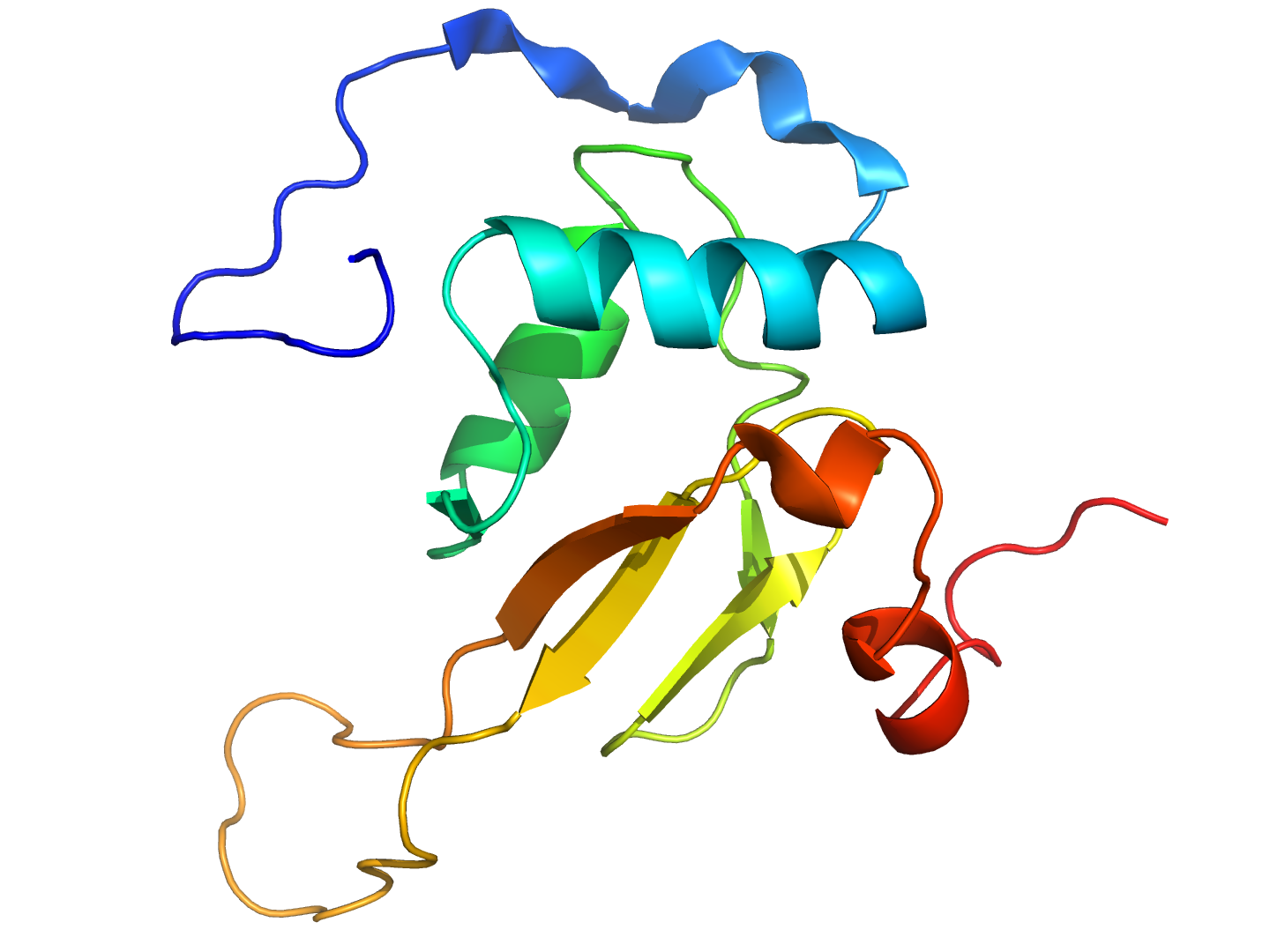
Structure de la protéine NEF

La protéine Nef (Negative Regulatory Factor), produite par le gène du même nom présent dans les virus du VIH et du VIS, est une protéine multifonctionnelle qui cause une déplétion progressive du nombre des lymphocytes T CD4+ et perturbe des voies métaboliques essentielles au fonctionnement des cellules infectées afin d’optimiser la réplication virale et de limiter les mécanismes de défense de l’hôte. Elle joue donc un rôle dans l'immunodéficience associée au sida. 
En plus des trois protéines classiques des Rétrovirus (Gag, Pol et Env) et des deux protéines régulatrices (Tat et Rev) qui sont essentielles à la réplication virale, le génome du virus de l’immunodéficience humaine (VIH) code également quatre autres protéines dites accessoires, Nef, Vif, Vpr et Vpu. Ces protéines, qui ne sont pas requises au cours de test de réplication in vitro, sont en revanche indispensables au cycle viral in vivo.
La protéine Nef du VIH apparaît être un déterminant clé de la déplétion des lymphocytes T CD4+ in vivo. Elle a la capacité de se lier à de nombreuses protéines de transduction du signal cellulaire et ainsi suivant son action sur divers composants du cycle viral, tant cellulaires que viraux, permettrait d'augmenter la production virale.   

## Définition
La protéine Nef est une protéine myristylée de 27 à 35 kDa  fortement conservée en séquence au sein de la famille des lentivirus des primates, notamment les virus d'immunodéficience humaine de type 1 et de type 2 (VIH-1 et VIH-2) et leur homologue simien : le virus de l'immunodéficience simienne (VIS). Elle est cruciale pour la virulence et le développement du Syndrome de l’ImmunoDéficience Acquise (SIDA). 
Le nom de Nef, qui provient de Négative Factor, trouve son origine parmi une des nombreuses fonctions de Nef. 
Plusieurs fonctions biochimiques de cette protéine ont été découvertes. D'une part, Nef permet de maintenir l'infectivité optimale du virus et, d'autre part, elle perturbe différentes fonctions immunologiques de la cellule hôte. Celles-ci sont représentées par la perturbation de la transduction des signaux cellulaires et la diminution de l'expression membranaire des molécules impliquées dans les activités clés de la défense immunitaire, comme CD4 et CMH-I. En 2015, il a été établi qu'elle neutralisait aussi la protéines de défense des cellules infectées appelée SERINC5 (en). 

## Présentation structurale de la protéine
Nef est une petite protéine de 27 kDa dont la structure tridimensionnelle complète n’a pu être complètement résolue. Les premières expériences de cristallographies aux rayons X et les expériences de Résonance Magnétique Nucléaire (RMN) ont permis de distinguer deux domaines structuraux différents. La première partie située en N-terminal (Nt), (environ 70 acides aminés) est non structurée et myristoylée en Nt. La deuxième partie constitue le cœur de la protéine, et a la structure tertiaire la plus complexe et la plus stable de la protéine. Elle a été étudiée grâce à la technique de cristallographie aux rayons X. Toutefois au sein de ce domaine structural, il existe une petite boucle non structurée de 30 acides aminés.

Parallèlement des expériences de mutagenèse dirigée contre les différentes parties de nef ont permis de localiser les sites d’interaction de Nef avec ses partenaires cellulaires. La majorité des sites se situent sur le "noyau" de la protéine, et des efforts plus poussés ont été menés pour déterminer la structure précise de cette partie de la protéine après clivage des deux parties non structurées. En 1997, l’équipe de C. Dumas réussi à cristalliser le noyau avec une résolution de 3Å. Cette structure a pu être obtenue en complexant Nef avec un domaine SH3, qui stabilise le noyau. L’avantage de cette résolution est la connaissance de Nef à une échelle atomique qui permet de proposer des modèles pour l’interaction de Nef avec ses différents partenaires.

### Bras N-terminal: Aa 1-70
Possède un groupe myristoylique, formé des 22 premiers acides aminés, majoritairement chargés positivement, et qui sert d’ancre membranaire. Cette partie semble moduler également la fixation des partenaires de Nef au niveau du noyau, soit par liaison directe avec le partenaire, soit comme espaceur entre Nef et la membrane plasmique. Ensuite, on trouve un cluster d’acides aminés basique et une petite hélice α capable d’interactions hydrophobes. Ce domaine présente une grande variété de séquences au sein des différentes souches du VIH.

### Noyau
Aa 71-147 + 179-204 : C’est la partie la plus conservée pour tous les allèles Nef, ce qui permet de supposer une homologie de structure importante entre les protéines Nef du VIH-1 et VIH-2.

Le noyau est la région la plus structurée de la protéine : elle est formée de 4 brins β antiparallèles entourés de 4 hélices α (2 longues hélices antiparallèles en position N-teminale – 2 courtes en position C terminales. De plus, le noyau possède une séquence riche en proline (type PxxPxxP entre les a.a 69 et 78) qui adopte une structure hélioïdale gauche « polyproline ». Toutes ces structures secondaires s’agencent de façon à former une poche hydrophobe au centre du noyau. 
Le nuage formé par les résidus hydrophobes au cœur du noyau. Ces interactions permettent de stabiliser la structure du noyau et de permettre la formation de poches hydrophobes qui seront des lieux privilégiés d’interaction avec les partenaires cellulaires.

L’hélice poly-proline (P69xxPxxPxxP78) est l’élément le plus important dans la liaison de haute affinité aux domaines SH3 des kinases cellulaires. 

La spécificité d'interaction entre une kinase donnée et Nef semble être sensible à certains facteurs cellulaires, les affinités de liaison avec les domaines SH3 étant différentes in vitro et in vivo. Cependant, à ce jour, toutes les implications de cette interaction n’ont pas pu être élucidées.
Dans la partie Nt du noyau, le motif PxxPxxPxxP, permet à la protéine d’adopter un motif d’hélice poly-proline de type II. Cette hélice est le site préférentiel de liaison de Nef aux domaines SH3 des Kinases cellulaires.

Le noyau de Nef est également impliqué dans la liaison aux récepteurs membranaires de la cellule infectée, en particulier le récepteur CD4 qui a été le plus étudié, mais également avec le TCR et le récepteur du CMH. Cette liaison, comme nous le verrons plus loin permet l’endocytose des récepteurs et leurs dégradations.

Ces données structurales, bien qu’incomplètes, ont permis de proposer différents modèles pour expliquer comment cette structure particulière pouvait expliquer la diversité des fonctions de Nef.

### Une boucle non structurée
Aa 148-178 est une boucle, qui sort du noyau et ne possède pas de structure tertiaire stable. 

Elle n’est pas conservée en termes de séquence mais sa longueur est la même pour tous les allèles de Nef, ce qui suggère l’importance fonctionnelle d’un domaine de 30 acides aminés hors du noyau.

On retrouve différents motifs conservés, comme un motif basique Di-Leu (E/DxxxLL)
qui interagit avec les systèmes d’endocytose cellulaires*, 
une séquence diacide (EE) et un autre motif 
acide (DXXX-E178).

## Rôle de la protéine virale nef dans la pathogenèse de l'infection du VIH
Nef est un des gènes du virus du VIH particulièrement important pour déclencher une atteinte du système immunitaire et un SIDA. En effet, si le gène Nef du virus est absent ou non fonctionnel, celui-ci ne peut plus déclencher de maladie. De plus, dans des expériences chez l'animal, il a été montré que les virus sans leur gène Nef, non seulement ne causent pas de maladie, mais sont capables de protéger l'animal d'une infection par un virus pleinement actif. C'est une piste sérieuse poursuivie par les chercheurs pour développer un vaccin ou de nouveaux médicaments contre le SIDA.         
Afin de pénétrer dans la cellule, le virus utilise le récepteur spécifique CD4 retrouvé à la surface de la cellule. L'enveloppe du virus reconnaît CD4 et le virus fusionne avec la cellule. Toutefois, le virus doit se débarrasser du CD4 sinon, lorsqu'il essaie de sortir de la cellule infectée afin de se propager et infecter les cellules avoisinantes, son enveloppe est capturée par CD4, et le virus y perd toute sa capacité d'infecter d'autres cellules. 
C’est dans ce contexte que plusieurs fonctions biochimiques de la protéine Nef ont été découvertes. Comme les autres protéines accessoires des VIH, Nef est une protéine plurifonctionnelle qui intervient au cours de l’infection en perturbant des voies métaboliques essentielles au fonctionnement de la cellule infectée, afin d’optimiser la réplication virale et de limiter les mécanismes de défense de l’hôte.
D'une part, Nef permet de maintenir l'infectivité optimale du virus et, d'autre part, elle perturbe différentes fonctions immunologiques de la cellule hôte. Celles-ci sont représentées par la perturbation de la transduction des signaux cellulaires et la diminution de l'expression membranaire des molécules impliquées dans les activités clés de la défense immunitaire, comme CD4 et CMH-I. 

La capacité de Nef d'augmenter la virulence des virus repose essentiellement sur sa fonction de réduire le taux de récepteurs cellulaires présents sur la membrane plasmique. Nef permet en effet de diminuer la concentration de CD4*, et d'un récepteur présent dans la synapse immunitaire*, CMHI présent sur surface des lymphocytes T, cette activité concerne également d’autres protéines membranaires ; les molécules de classe II du CMH (CMH-II), la molécule co-stimulatrice CD28, les cytokines membranaires TNF (tumor necrosis factor) et LIGHT et la lectine DC-SIGN (dendritic cell-specific intercellular adhesion molecule 3-grabbing nonintegrin) exprimée à la surface des cellules dendritiques.

L’effet de Nef se traduit par une diminution de l’expression membranaire des molécules CD28 et du CMH-II matures et, inversement, par une augmentation de l’expression de TNF, LIGHT et DC-SIGN, ainsi que des molécules du CMH-II immatures. Ces effets de Nef décrits dans des modèles in vitro pourraient rendre compte de son importance comme facteur de virulence in vivo. La réduction de l’expression de surface de molécules du CMH-I (HLA-A et HLA-B) et CMH-II fonctionnelles pourrait constituer un mécanisme d’échappement à la réponse immunitaire, alors que l’absence d’effet sur les molécules HLA-C protégerait les cellules infectées de la lyse par les cellules NK. La modulation de l’expression de CD4 contribue à l’augmentation de l’infectivité virale en favorisant le bourgeonnement des virions à la surface cellulaire, mais également en permettant une incorporation optimale des glycoprotéines d’enveloppe dans les particules virales. Enfin, l’augmentation de l’expression de DC-SIGN à la surface des cellules dendritiques augmenterait l’adhérence des lymphocytes T afin de faciliter la transmission virale 
Nef est une protéine capable de lier simultanément différentes protéines, de nature diverse, comme des récepteurs cellulaires (TCR : T-Cell Receptors) et des kinases. 
Nef permet également le recrutement de la machinerie d’endocytose et l’intégration de protéines membranaires dans des vésicules.
Enfin, Nef pourrait permettre une formation plus efficace des particules virales à la membrane.

## Intérêt médical de la protéine Nef
Si le gène Nef du virus est absent ou non fonctionnel, celui-ci ne peut plus déclencher de maladie. En effet, il a été montré que les virus sans leur gène Nef non seulement ne causent pas de maladie, mais sont capables de protéger la cellule d'une infection par un virus pleinement actif. C'est une piste sérieuse poursuivie par les chercheurs pour développer un vaccin ou de nouveaux médicaments contre le sida.

La protéine NEF protège les cellules infectées par le VIH des attaques destructrices des cellules immunitaires cytotoxiques (les T8 entre autres), en interférant avec leur système de communication immunitaire, et empêchant ainsi sa reconnaissance par les cellules T8. 

De cela, on conclut sur la mise au point souhaitable de médicaments neutralisant la protéine NEF du VIH. Ceci permettrait aux lymphocytes cytotoxiques de rester actifs.
L'interaction de Nef avec la protéine p53 est un élément clé dans l'inhibition de l'apoptose de la cellule infectée sous l'effet d'une irradiation par les UV. L'action de Nef est dépendante de la dose, ce qui met en évidence l'effet spécifique de nef : Nef diminue l'interaction de p. 53 avec ses séquences cibles ADN, et induit la perte de l'activité apoptotique. Ces deux éléments semblent être une piste sérieuse de recherche de nouveaux médicaments.